# Sieniawka (stacja kolejowa)
Sieniawka – nieczynna wąskotorowa stacja kolejowa w Sieniawce, w gminie Bogatynia, w powiecie zgorzeleckim, w województwie dolnośląskim, w Polsce. Została otwarta w 1884 roku. Zlikwidowana została w 1964 roku.